# Eléni Vláchou
Eléni Vláchou (en griego: Ελένη Βλάχου ; 18 de diciembre de 1911-14 de octubre de 1995) fue una leyenda del periodismo griego, heredera editorial, periodista y activista contra la Dictadura de los Coroneles.
Poco después del golpe del 21 de abril de 1967, cerró su periódico Kathimerini como protesta contra la dictadura. En octubre de 1967, al describir a uno de los directores de la junta, el brigadier Stylianos Pattakos, entonces ministro del Interior de la junta, como "payaso", la llevó a su arresto domiciliario. Más tarde escribió un libro con el mismo título.
Por su negativa a aceptar las demandas de la junta griega de que censurara sus publicaciones, su resistencia contra el régimen de los coroneles y sus contribuciones a la libertad de prensa, la Prensa Internacional la reconoció póstumamente como una de los Héroes de la Libertad de Prensa.

## Biografía
Helen Vlachos era la única hija de Georgios Vlachos, fundador de Kathimerini, uno de los principales periódicos de Grecia, en 1919. Trabajó como periodista en el periódico de su padre y cubrió los Juegos Olímpicos de Berlín en 1936. Durante la Segunda Guerra Mundial, su padre se negó a cooperar con el gobierno de ocupación nazi y cerró a Kathimerini. Durante la guerra trabajó como enfermera.
Después de la guerra, Helen Vlachos continuó trabajando en el periódico de su padre como columnista. Su columna se titulaba simplemente "E", de "Eleni", su nombre en griego. Se hizo muy popular en Grecia porque sus críticas al gobierno desde su columna.
Cuando su padre murió en 1951, ella tomó posesión de Kathimerini (Daily) y lo expandió publicando la edición de la tarde del periódico bajo el nombre de Mesimvrini (Edición del mediodía). Publicó Eikones (Imágenes), una revista ilustrada y la primera de esta clase en Grecia. También lanzó Galaxias, un libro de bolsillo, que se convirtió en un objeto de colección.

### Vida bajo laDictadura de los coroneles
El golpe de Estado que derrocó al gobierno legítimo de Grecia tuvo lugar el 21 de abril de 1967. Poco después de que comenzara el golpe, Vlachos llegó a las oficinas de Kathimerini a primera hora en estado de shock para planificar la publicación de la que sería la única edición de su periódico durante la dictadura y comenzó para organizar el material fotográfico y otro material grabado que se incluiría en esa edición especial.
Se dio cuenta de que en el futuro dicho material podría resultar crucial para documentar los eventos que, según su evaluación basada en su experiencia de eventos centrados en la Segunda Guerra Mundial, podrían haber llevado a una posible nueva catástrofe para Grecia. Al día siguiente, Vlachos, no dispuesta a someterse a la censura exigida por la junta, decidió cerrar sus periódicos y su revista Eikones como señal de protesta contra los dictadores y sus medidas represivas.
La suspensión de la publicación de sus documentos fue una gran decepción para los dictadores, así como un golpe político contra ellos, ya que los privó de los medios para obtener el apoyo y uso del periódico Kathimerini. Además, la junta nunca esperó que el dueño de un periódico de derecha se pusiera en su contra.
La junta trató de presionarla para que volviera a publicar sus periódicos, pero Helen Vlachos se negó firmemente y optó por criticarlos en cada oportunidad. Incluso resistió la presión del propio Papadópoulos, quien la amenazó y no respondió a sus comentarios. Durante una entrevista posterior titulada Eleni Vlachou: una periodista recuerda, con ERT, la corporación de radiodifusión pública de Grecia, dijo que al no responder a la presión de la junta su "silencio era su voz más fuerte". También rechazó las demandas de la junta al declarar: "No pueden decirme cómo manejar mis periódicos más de lo que yo puedo decirles cómo manejar sus tanques".
A pesar del cierre, acudía regularmente a su oficina en el edificio de su editorial, donde frecuentemente expresaba sus opiniones contra la junta. También dio entrevistas a la prensa italiana donde solía llamar a la junta un circo.
En una entrevista con el periódico italiano La Stampa, describió a los miembros de la junta diciendo: "En general, son mediocres e incoloros, excepto, por supuesto, Stylianos Pattakos, el ministro de interior. Es un hombre mediocre que actúa como un payaso". En lo que respecta al hombre fuerte del régimen, Georgios Papadópoulos, Vlachos le dijo a La Stampa que le temía menos que "ir al dentista".
Tras su entrevista en La Stampa tuvo que compadecer ante el Tribunal Militar de Atenas, fue interrogada durante cuatro horas y le convocaron a un próximo juicio a lo que ella replicó :"¡Esto va a ser muy divertido!" .
Los ataques contra la junta podrían haber llevado a encarcelamiento o algo peor, sin embargo, no se sintió intimidada diciendo que si alguna vez iba a la cárcel esperaba que le dieran de comer su plato favorito, que eran las albóndigas. En octubre de 1967, su descripción de uno de los directores de la junta, el brigadier Stylianos Pattakos, entonces ministro del Interior de la junta, como payaso, condujo a su arresto domiciliario por el cual más tarde escribió un libro con el mismo título.

### Escapada a Londres
Tras su arresto domiciliario, en diciembre de 1967, ideó un plan para escapar. Obtuvo un pasaporte falso y se tiñó el pelo de negro con betún para que coincida con su falsa identidad. En la noche de la fuga, la mujer de 55 años salió por una ventana desde su piso y luego al techo de un apartamento vecino y, yendo de techo en techo en una fría noche de Atenas, finalmente logró llegar al nivel de la calle. Se escondió en un burdel de Atenas mientras su marido, Konstantinos Loundras, con los tacones altos de su esposa, paseaba por su apartamento tratando de engañar a la policía para que pensara que ella todavía estaba en el apartamento.
Dos días después, se dirigía a Londres, con la ayuda de su amiga Leslie Finer, una autora que trabajaba en la embajada griega en Washington y que le arregló un vuelo británico secreto. En Gran Bretaña se le concedió asilo político. Allí comenzó su campaña contra la junta desde el exilio. Se alió con las activistas antijunta Melina Merkouri y Amalia Fleming, viuda griega de Sir Alexander Fleming, el descubridor de la penicilina.
Amaba a Gran Bretaña y al pueblo británico y usó su fluidez en el idioma inglés y sus expresiones idiomáticas para lanzar ataques ingeniosos contra la junta, sabiendo que el público británico aprecia el humor en lugar de la exageración. En 1970 publicó House Arrest, un libro que detalla su vida bajo la junta antes de escapar a Londres.
En Londres se convirtió en editora de Hellenic Review, una revista para los expatriados griegos en Gran Bretaña. Mientras trabajaba en el diario, consiguió un documento filtrado que detallaba las actividades de propaganda de la junta en Londres. El documento filtrado implicaba a un diputado británico que se había convertido en un cabildero pagado por la junta creando una tormenta política que avergonzó a la junta y dañó aún más su reputación. El incidente también condujo finalmente a la creación del Registro de Intereses de los Miembros en el Parlamento Británico.

### Regreso a Grecia
En 1974, con la caída de la junta, regresó a Grecia y reinició la publicación de sus periódicos. Se convirtió en diputada estatal de Nueva Democracia bajo Konstantinos Karamanlis en el primer Parlamento elegido democráticamente en Grecia durante Metapolitefsi. Renunció a su posición política porque encontró la política aburrida en comparación con el periodismo.
En 1987 vendió Kathimerini a George Koskotas y en la década de 1990 publicó sus memorias Peninda kai Kati: Dimosiographika Chronika (Fifty Something: Journalistic Chronicles), aludiendo a su carrera de más de sesenta años en los medios de comunicación. Pasó sus años de jubilación entre sus residencias de Atenas y Londres.
Ella murió el 14 de octubre de 1995 en Atenas. Recibió un funeral de estado al que asistieron líderes políticos y cientos de periodistas.

## Reconocimientos
Eleni Vlachos fue reconocida como uno de los "World Press Freedom Heroes", un premio patrocinado por el International Press Institute. Recibió el premio póstumamente en 2000.
Andréas Papandréou, como primer ministro de Grecia, había dicho sobre ella: "Era una figura verdaderamente grandiosa en el periodismo griego (...). Ella era inquebrantable en sus principios y sus creencias (...). Su reacción inmediata al golpe del 21 de abril de 1967, con el cese de la publicación de Kathimerini y sus otras publicaciones, es un momento culminante de resistencia en el periodismo".
Cada dos años, a partir de 2003, la embajada alemana en Grecia presenta un premio en su honor el "Premio Eleni Vlachou" por la excelencia en el periodismo que cubre temas europeos e internacionales.

## Vida personal
En 1935, Eleni Vlachos se casó con Ioannis Arvanitidis. Más tarde se divorciaron y en 1951 se casó con Konstantinos Loundras.